# Olios sylvaticus
Olios sylvaticus là một loài nhện trong họ Sparassidae.
Loài này thuộc chi Olios. Olios sylvaticus được John Blackwall miêu tả năm 1862.